# Jan Jonkers (wielrenner)
Jan Jonkers (Oud-Gastel, 29 augustus 1955) is een Nederlands voormalig beroepswielrenner van 1980 - 1987. Hij nam tweemaal deel aan de Ronde van Frankrijk (in 1980 en 1981) en won enkele kleine wedstrijden. Jonkers kwam gedurende zijn loopbaan uit voor verschillende kleinere wielerploegen; in 1987 werd zijn contract bij TVM-Van Schilt niet verlengd en kwam er een abrupt einde aan zijn wielerloopbaan.

## Belangrijkste overwinningen
1976
- Puntenklassement Tour of the North (amateurs)
- 1e en 3e etappe Tour of the North

1978
- Omloop van de Baronie

1980
- Gent-Staden

1983
- 1e etappe B Tour Européen Lorraine-Alsace
- 4e etappe Zes van Rijn en Gouwe

## Resultaten in voornaamste wedstrijden
| Jaar | Ronde van Italië | Ronde van Frankrijk | Ronde van Spanje |
| ---- | ---------------- | ------------------- | ---------------- |
| 1980 |                  | 69e                 |                  |
| 1981 |                  | 116e                |                  |
| 1982 |                  |                     |                  |
| 1983 |                  |                     |                  |
| 1984 |                  |                     |                  |
| 1985 |                  |                     |                  |
| 1986 |                  |                     |                  |

| Jaar | Milaan-San Remo | Gent-Wevelgem | Ronde van Vlaanderen | Parijs-Roubaix | Amstel Gold Race | Luik-Bast.‑Luik | E3 Harelbeke |
| ---- | --------------- | ------------- | -------------------- | -------------- | ---------------- | --------------- | ------------ |
| 1980 |                 | 59e           | 34e                  |                |                  | 16e             |              |
| 1981 | 47e             |               |                      | 24e            |                  | 13e             |              |
| 1982 |                 | 17e           |                      |                | 28e              | 27e             |              |
| 1983 |                 |               |                      |                |                  | 54e             | ↑            |
| 1984 |                 | 91e           |                      |                | 29e              | 43e             |              |
| 1985 |                 | 84e           | 20e                  | 26e            |                  |                 |              |
| 1986 |                 |               | 21e                  | 21e            | 15e              |                 |              |

Appeldoorn · 
Bogaert · 
Daems · 
De Beule · 
De Cnijf · 
Jonkers · 
Krikilion · 
Nevels · 
Nieuwdorp · 
Rossel · 
Smit · 
Tak · 
van Vlimmeren · 
Verleyen · 
Wekema
Appeldoorn · 
Bogaert · 
Bol · 
Dekker · 
Habets · 
Jonkers · 
Kleinsman · 
Lammertink · 
Parkin · 
Pieters · 
Schalkers · 
Schurer · 
Smit ·
Van Der Haegen ·
van Houwelingen · 
Verleyen · 
Wyder